# Richhpal Ram
Richhpal Ram, född den 20 augusti 1899, stupad i strid den 12 februari 1941, var en subadar vid 6th Rajputana Rifles, Brittisk-indiska armén. Han belönades postumt med Viktoriakorset när han som ställföreträdande kompanichef i Eritrea ledde sitt kompanis anfall mot fientliga ställningar sedan hans kompanichef sårats. Subadar Ram ledde sedan försvaret av den tagna ställningen och slog tillbaka sex fientliga motanfall; sedan ammunitionen tagit slut drog sig de överlevande tillbaka genom fiendens linjer. Fyra dagar senare ledde han ett nytt anfall mot samma ställning varvid han stupade. 